# Aatsinginsaari
Aatsinginsaari är en ö i Finland. Den ligger i sjön Latvajärvi och i kommunen Salla i den ekonomiska regionen  Östra Lapplands ekonomiska region  och landskapet Lappland, i den norra delen av landet, 800 km norr om huvudstaden Helsingfors. Öns area är 0,7 hektar och dess största längd är 100 meter i sydöst-nordvästlig riktning.